# Nodezilla
Nodezilla  ist ein Filesharing-Client des anonymen Grid Network und einer gleichnamigen Software zum Zugriff darauf. Das Nodezilla Grid Network verfolgt einen ähnlichen Zweck wie das Freenet-Projekt, verwendet jedoch einen anderen Routing-Algorithmus namens Everlink (EVL).
Die Software ist zweigeteilt in Network Agent, der die Verbindung zum Netzwerk herstellt, und dem Client, der ein GUI beinhaltet. Der Agent ist in C++ geschrieben und closed-source, der Client in Java und unter der GPL freigegeben. Unter Windows kann der Agent als Dienst betrieben werden.
Das Netzwerk versucht, Anonymität zu erreichen. Jeder Teilnehmer gibt Festplattenplatz auf seinem Rechner frei, auf dem dann die Dateien verschlüsselt und ohne Wissen des jeweiligen Nutzer gespeichert werden (Swapspeicher). Dies ist nötig, damit der Nodzilla Grid Network Nutzer nicht für die Inhalte zur Verantwortung gezogen werden können, die sie zufällig für das Netzwerk bereithalten. 
Wenn jemand eine Datei herunterladen möchte, lädt er sie nicht direkt von dem Benutzer runter, der die Datei freigegeben hat, sondern aus dem Swapspeicher irgendwelcher anderer Teilnehmer.
Da der Swapspeicher jedes Teilnehmers stark verschlüsselt ist, kann niemand wissen, was er gerade aus seinem Swapspeicher an jemanden anderen hochlädt.
Dieses Programm verschleiert also nicht die IP-Adresse direkt, sondern es verhindert, dass irgendjemand mitbekommen kann, was man gerade runter- oder hochlädt.
Ein zusätzlicher Vorteil ist, dass jede Datei, die man freigibt, auf die Festplatte mehrerer anderer Benutzer geswappt wird. Dies hat zur Folge, dass jede Datei mehrmals im Netz vorhanden ist und auch dann noch heruntergeladen werden kann, wenn die Person, die Dateien freigegeben hat, offline ist. Dadurch erhält man eine größere Download-Geschwindigkeit, die mit der Geschwindigkeit des BitTorrent-Netzwerks mithalten kann.
Eine wichtige Erweiterung stellt die Integration als Plug-in in den beliebten Client Vuze für das BitTorrent-Protokoll da. Mit diesem Plug-in ist die anonyme Verbreitung von .torrent-Dateien unabhängig von einer Veröffentlichung auf Index- oder Tracker-Websites möglich. In Kombination mit der DHT-Funktionalität in Azureus ist die Nutzung von BitTorrent ohne zentrale Websites oder Tracker möglich, was allerdings nicht mit anderen BitTorrent-Clients kompatibel ist.
Everlink ist kein Filesharing-Protokoll. Mittels einer API lassen sich vielmehr sämtliche Datendienste über das Overlay-Netzwerk implementieren. So unterstützt Nodezilla auch RTP-Streaming oder mittels des Tools PeerSnap den Austausch von Bildern.
Der Entwickler mit dem Pseudonym smkaribou hat bis jetzt keinen Einblick in den Source-Code des Nodezilla-Agent gewährt. Es ist daher nicht möglich, das Protokoll hinsichtlich seiner gewährten Anonymität zu überprüfen. Der Source-Code soll bei Veröffentlichung einer finalen Version offengelegt werden. Seit dem Jahr 2010 sind jedoch keine neuen Versionen mehr erschienen.